# Jyllands Allé
Jyllands Allé er en lang byvej i Aarhus der begynder ved Søndre Ringgade på Frederiksbjerg og ender i "Lidl-rundkørslen" ved Christian X's Vej. I passagen ved Havreballe Skov passerer vejen bl.a. Jydsk Væddeløbsbane, Aarhus Cyklebane og Ceres Arena. Ved Fredensvang Runddel løber den videre mod Højbjerg med fodboldklubben AGFs træningsanlæg i Fredensvang, inden den ender i den sidste rundkørsel.
Jyllands Allé blev anlagt i 1933 og navngivet et år tidligere efter landsdelen Jylland.